# Lepidophyma micropholis
Lepidophyma micropholis (печерна тропічна нічна ящірка) — вид сцинкоподібних ящірок родини нічних ящірок (Xantusiidae). Ендемік Мексики.

## Поширення і екологія
Печерні тропічні нічні ящірки мешкають у вапнякових печерах в горах Сьєрра-дель-Абра-Танчіпа на сході штату Сан-Луїс-Потосі та в сусідніх районах Тамауліпасу.

## Збереження
МСОП класифікує цей вид як вразливий. Lepidophyma micropholis може загрожуввати знищення природного середовища.